# Primeiro Exército (Estados Unidos)

Insígnia do Primeiro Exército

O Primeiro Exército é o exército de campo mais antigo em atuação do Exército dos Estados Unidos. Serviu tanto na Primeira quanto na Segunda Guerra Mundial, e forneceu soldados e equipamentos ao exército dos EUA durante a Guerra da Coréia e a Guerra do Vietnã sob alguns dos oficiais mais famosos e distintos do Exército dos EUA. Hoje, serve como um comando de mobilização, prontidão e treinamento.

## História

### Criação e Primeira Guerra Mundial
O Primeiro Exército foi estabelecido em 10 de agosto de 1918 como um exército de campo quando suficiente mão de obra militar americana chegou à Frente Ocidental durante os meses finais da Primeira Guerra Mundial. O grande número de tropas designadas para as Forças Expedicionárias Americanas (FEA) exigiu a ativação de comandos subordinados. Para preencher essa necessidade, o Primeiro Exército foi o primeiro dos três exércitos de campo estabelecidos sob a AEF. O primeiro comandante foi o general John J. Pershing, que também serviu como comandante-em-chefe (C-in-C) da FEA. O quartel-general planejou e dirigiu a primeira grande ofensiva americana, a Ofensiva St Mihiel (12 a 16 de setembro de 1918). Mais tarde, lutou na maior e mais mortal batalha da história do Exército dos Estados Unidos, a ofensiva Meuse-Argonne. Servindo em suas fileiras durante a Primeira Guerra Mundial estavam muitas figuras que mais tarde desempenharam papéis importantes na Segunda Guerra Mundial. O Primeiro Exército, agora sob o comando do tenente-general Hunter Liggett, foi inativado em 20 de abril de 1919, cinco meses após o armistício com a Alemanha que encerrou as hostilidades.

### Segunda Guerra Mundial
Na Segunda Guerra Mundial, o Primeiro Exército fez parte da recaptura de Paris, fazendo aproximadamente 25 mil prisioneiros.